# مهنتي كملك (كتاب)
مهنتي كملك هو كتاب ألفه ملك الأردن الحسين بن طلال. يحتوي الكتاب على أسئلة للملك وجهها له الكاتب والصحفي الفرنسي «فريدون» وإجابات الملك حسين عنها. صدر الكتاب باللغة الفرنسية عن دار (R. Laffont) للنشر عام 1975، وحمل عنوان (Mon Metier de Roi). وصدرت نسخته العربية في نفس العام. وبلغ عدد الأسئلة ثمانية وثلاثين سؤالاً تناولت محطّات متنوعة في حياة الملك الحسين.
يتحدث الكتاب عن تحمُّل الحسين المسؤوليةَ التاريخية منذ احتضانه جسدَ جدّه عبدالله الأول في المسجد الأقصى، وكيف نجى من محاولة الاغتيال، إلى أن نودي به ملكاً على المملكة الأردنية الهاشمية وهو لم يبلغ السابعة عشرة من عمره، وكيف كرس حياته وحياة أسرته لقضية شعبه ولتحقيق السلام، وتغلّبه على عشرات الاعتداءات والمؤامرات والفتن والأزمات.
يسرد الملك الحسين في هذا الكتاب أيضا تاريخ القضية الفلسطينية، والمراحل والمنعطفات التي مرت بها، يقول الملك الحسين في هذا الصدد:
| مهنتي كملك (كتاب) | لقد دُفن جدّي الأكبر في القدس، ومات جدّي على مرأى مني في القدس، وإنني أنتسب إلى الجيل الرابع من أولئك الذين ناضلوا في سبيل الحرية والاسترداد الكامل لترابنا الوطني، وسأواصل النضال لهذه الغاية حتى آخر قطرة في دمي | مهنتي كملك (كتاب) |

ويؤكد الملك الحسين في كتابه أن مهنته ملكًا «ليست سهلة هيّنة»، وأنه وضع مصلحة الوطن والشعب والأمة فوق كل الاعتبارات، وكان في طليعة المدافعين عن قضاياها ومستقبلها. ويستذكر الحسين وصية الجد المؤسس التي لم تفارقه أبداً: «أن أكون أهلاً لمحبة وثقة أبناء الوطن والأمة، وأن أستمر وأبني فوق ما بُني، ولا استسلام لليأس للحظةٍ في حياتي».